# Jamie Meehan
Pour les articles homonymes, voir Meehan.
Jamie Meehan, né le 6 septembre 2003 à Mountcharles, est un coureur cycliste irlandais. Il est membre de l'équipe Cofidis depuis le mois d'août 2025.

## Biographie

### Débuts cyclistes et carrière chez les amateurs
Jamie Meehan est originaire de Mountcharles, un village situé au nord-ouest de l'Irlande. Il commence le cyclisme vers l'âge de douze ans, après avoir pratiqué divers sports. Dans les catégories de jeunes, il court successivement pour le Donegal Bay Cycling Club, le Tir Chonaill GAP Cycling Club, puis le VC Glendale. Il prend notamment la troisième du championnat d'Irlande sur route juniors en 2021. 
En 2023, il décide de se consacrer pleinement au cyclisme, après avoir obtenu son certificat de fin d'études. Il évolue durant plusieurs mois en Espagne, où il participe à des compétitions chez les amateurs. Dans son pays natal, il se fait remarquer en devenant champion d'Irlande sur route, dans la catégorie des espoirs,. Il participe également au Tour de l'Avenir, sous les couleurs de sa sélection nationale. 
En 2024, il change de nouveau d'air en intégrant le CC Étupes. Pour ses débuts dans l'hexagone, il se classe sixième d'Annemasse-Bellegarde et retour, qui fait partie des plus anciennes courses françaises, en mars, puis deuxième du Trophée Roger-Walkowiak en avril, course inscrite au calendrier de la Coupe de France N1,. Il termine par ailleurs treizième de la Ronde de l'Isard début mai, une épreuve réputée pour les jeunes grimpeurs. À l'automne, il représente l'Irlande au championnat du monde espoirs, organisé en Suisse. 
Pour la saison 2025, il ne parvient pas à décrocher un contrat professionnel. Jamie Meehan poursuit néanmoins sa carrière en rejoignant l'AVC Aix Provence Dole, qui devient une équipe continentale. Avec cette formation, il se classe notamment deuxième de Le Poinçonnet-Panazol, neuvième d'une étape du Circuit des Ardennes et dixième du Giro del Belvedere au début du printemps. Sa progression est cependant entravée par une chute et une fracture à une main à la fin du mois d'avril. Il fait néanmoins rapidement son retour à la compétition en mai, avec une deuxième place sur la Rás Tailteann. Peu de temps après, il se distingue au niveau UCI en Classe 2 en terminant deuxième de l'étape reine de l'Alpes Isère Tour, lui permettant de se hisser à la 12e place du général. Il réalise aussi un bon été en finissant deuxième et meilleur espoir de son championnat national, puis sixième du Tour de la Vallée d'Aoste avec trois tops 10 sur les quatre étapes proposées. Le 27 juillet, il s'impose en Coupe de France N1 sur le Trophée Roger-Walkowiak, à la suite d'un raid en solitaire. 

### Carrière professionnelle
Grâce à ses performances, il obtient un stage avec l'équipe Cofidis. Sous les couleurs de la formation World Tour française, il participe au Tour de l'Ain. Il s'y distingue lors de la deuxième étape, en prenant la troisième place. Seizième de la troisième et dernière étape, il termine 14e du classement général. Le 15 août, l'équipe annonce son passage chez les professionnels avec effet immédiat pour un contrat de trois ans.

## Palmarès et résultats

### Par année
- 2019
  - 3e du championnat d'Irlande sur route juniors
- 2023
  -  Champion d'Irlande sur route espoirs
- 2024
  - 2e du Trophée Roger-Walkowiak
- 2025
  -  Champion d'Irlande sur route espoirs[9]
  - Trophée Roger-Walkowiak
  - 2e de Le Poinçonnet-Panazol[10]
  - 2e de la Rás Tailteann
  - 2e du championnat d'Irlande sur route[9]

### Classements mondiaux
| Année           | 2023   | 2024   |
| --------------- | ------ | ------ |
| UCI Europe Tour | 1 610e | 1 789e |